# Cattleya virens
Cattleya virens là một loài thực vật có hoa trong họ Lan. Loài này được (Lindl.) Van den Berg mô tả khoa học đầu tiên năm 2008.